# Peiß

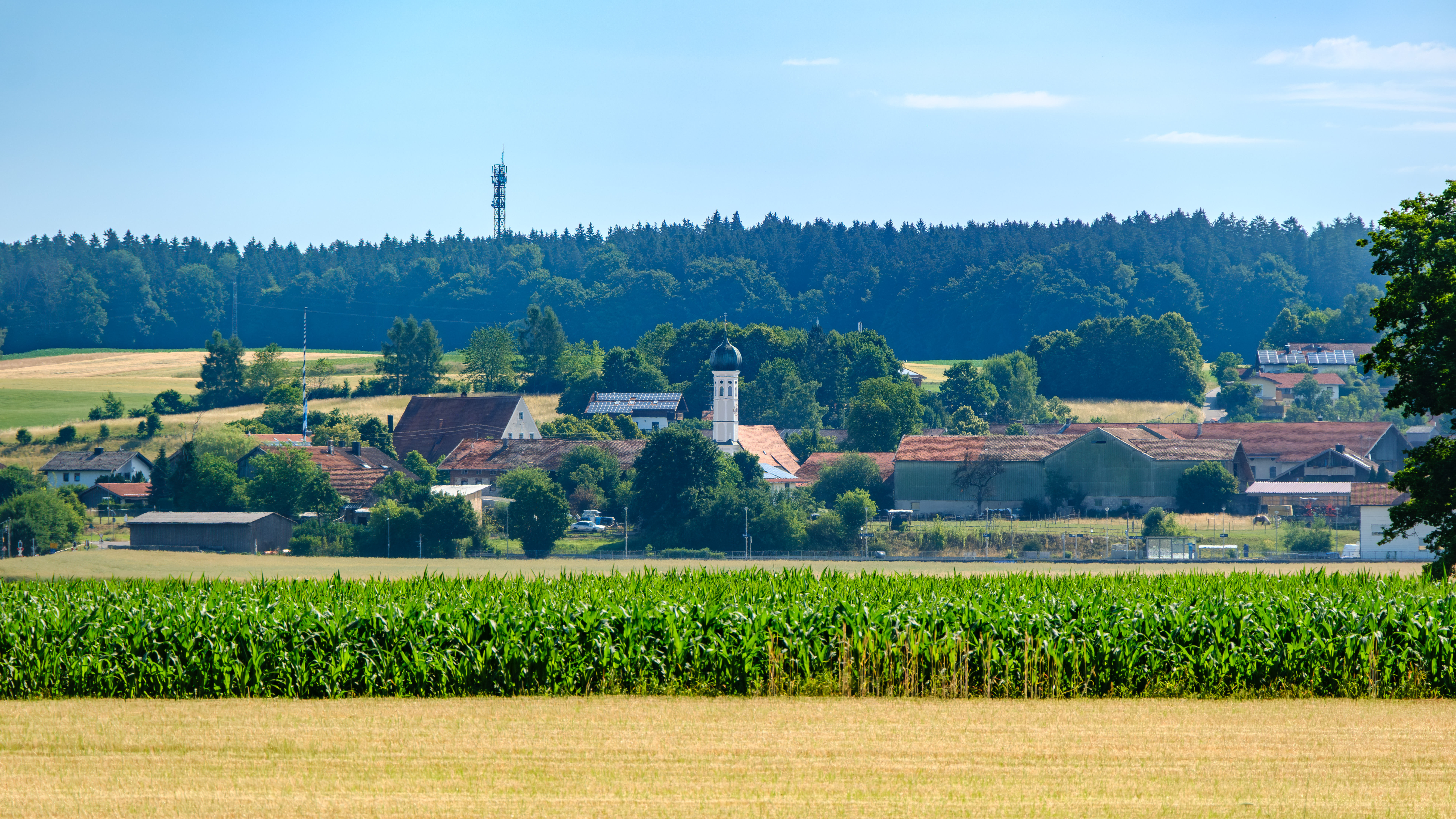
Peiß, gesehen aus östlicher Richtung.

Peiß ist ein Ortsteil und eine Gemarkung der Gemeinde Aying im oberbayerischen Landkreis München. 

## Geografie
Peiß liegt auf Endmoränenhügeln der letzten Eiszeit im Voralpenland und auf Rodungsinseln des Hofoldinger Forsts. Zu dem Ortsteil gehört auch die rund 1,5 km westlich gelegene Römersiedlung, die kein amtlich benannter Ortsteil ist.

## Geschichte
In West-Ost-Richtung durchquert die ehemalige Römerstraße Via Julia den Ort, deren Verlauf noch zu erkennen ist. Bodenfunde belegen eine römische Besiedelung, die Isinisca genannt wurde. Die Trasse wird teilweise als Radweg genutzt.
1818 wurde die Gemeinde Peiß gebildet. Am 1. Mai 1978 schlossen sich die Gemeinden Helfendorf (15 Ortsteile) und Peiß (mit Ortsteilen Aying und Dürrnhaar) im Zuge der Gemeindegebietsreform zur neuen Einheitsgemeinde Aying zusammen.

## Infrastruktur

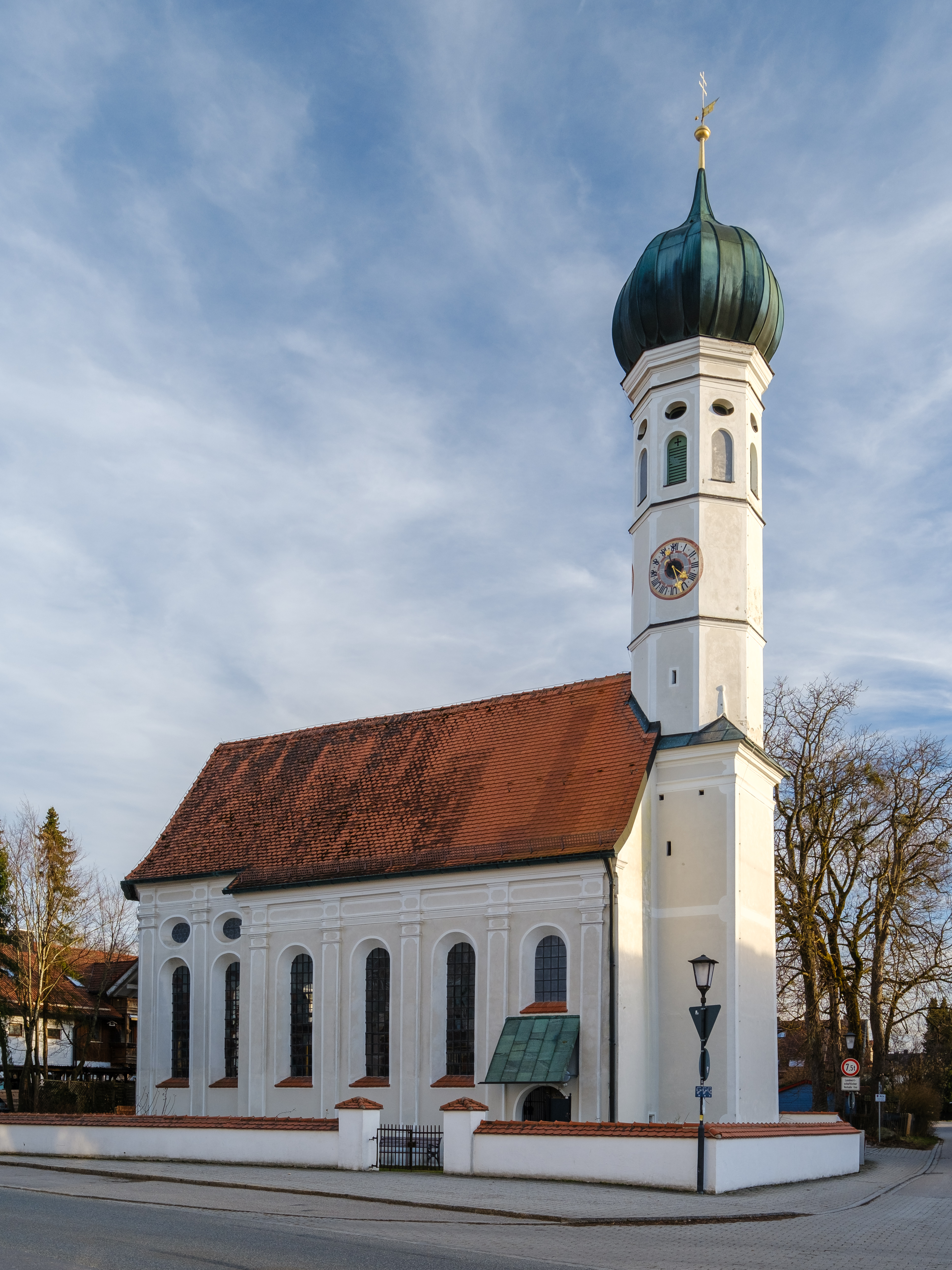
Filialkirche St. Nikolaus

Der Haltepunkt Peiß liegt an der Bahnstrecke München-Giesing–Kreuzstraße und wird von der Münchner S-Bahn-Linie S 5 bedient. Peiß liegt zudem an der Staatsstraße 2078 von München nach Bad Aibling.

## Sehenswürdigkeiten
Sehenswert ist die barocke Filialkirche St. Nikolaus, die 1696 bis 1699 von Johann Mayr von Hausstatt erbaut wurde.
Für weitere Baudenkmäler in der Gemarkung Peiss siehe Liste der Baudenkmäler in Aying.

## Bodendenkmäler
Siehe: Liste der Bodendenkmäler in Aying